# 鄭書云
鄭 書云（チョン・ソウン、정서운、1924年 - 2004年2月26日）は、慰安婦の証言者。13歳のころからオランダ領東インドの慰安所で１日平均50人との性関係を持っていたことから「挺身隊おばあさん」として韓国では有名であった。

## 略歴
戦争犠牲者を心に刻む会 1997での本人の証言をもとに列記する。
- 1924年、韓国の田舎の地主のひとり娘として生まれる[2]。
- 父が金属製食器の供出命令を拒否したため逮捕・拷問される。区長が日本の工場で働かないか、働けば父親も釈放されるだろうというので、区長について釜山へ、そこから下関へ行く[2]。
- 下関では同じような少女たちと1ヶ月位倉庫に入れられる、その後で船でインドネシアのスマランへ行かされる[2]。
- スマランの慰安所で兵士の相手をさせられる。兵士は乱暴で刀で刺されたり煙草を押しつけられたりする。あまりの兵士の多さに気絶する程の苦痛を覚え、軍医に訴えるとアヘン注射を恒常的に打たれるようになる[2]。
- 自殺しようかとも思うが、朝鮮人兵士の励ましで耐え、終戦を迎える。シンガポールの収容所で帰国を待ち1年くらいして帰国。父は牢獄で死亡、母は自殺、アヘン中毒となり快復に7年かかる[2]。
- 1996年、元慰安婦として証言をする[2]。
- 2004年2月26日、80歳で老衰にて死去[2]。

## 証言履歴
- 秦郁彦 1999から。

1924年生まれ。14歳のとき区長から針工場へと言われ、下関からインドネシアのスマランへ。同行23人、虐待され体は今も傷だらけ。アヘン中毒となる。終戦時に日本軍の慰安婦生き埋め計画を知り、連合軍に通報して阻止。1996年現在は72歳。
- 1995年9月、中国で開かれた北京女性大会で、韓国代表として出席「日本の軍医官から不妊手術を受けており、金の代わりに軍票を受けた。1日平均50人ずつ、週末には100人の軍人と性関係を持たなければならなかった」と証言した。
- 1924年 慶尚南道河東郡生まれ[3]。
- 証言によると、13歳のとき（1937年前後と思われる）、当時オランダ領であるインドネシアに連れて行かされ、7年間にわたって日本軍の慰安婦として働かされたと証言していた[1]。

## 証言の内容と信憑性について
- 1942年までインドネシアはオランダ領であったため、日本軍は存在し得ない。したがって鄭の主張する慰安所も1937年前後にはインドネシアには存在し得ない。
- 鄭書云は「14歳のとき」を強調するが、1996年で72歳であればジャワ島のスマランに行ったのが1942年の場合は19歳、1943年の場合は20歳となり矛盾する[4]。
- 終戦時の日本軍による慰安婦生き埋め計画を、連合軍に通報して阻止したと証言しているが、秦郁彦はもしそれが事実なら、連合軍から戦犯として処刑されたはずで、作り話と断じてよいのではないかと述べている[5]。